# 马里昂 (肯塔基州)
马里昂（英語：Marion），是美国肯塔基州的一座城市。建立于1842年，面积约为8.8平方公里（3.4平方英里）。根据2010年美国人口普查，该市的人口为3,039人。